# Tracheotomia
La tracheotomia è un intervento chirurgico che consiste nell'incisione chirurgica della trachea, per aprire una via respiratoria alternativa a quella naturale. 
Questo intervento viene praticato di routine nei pazienti che necessitano di intubazione endotracheale per periodi, in genere, superiori ad una settimana (es. stato di coma prolungato), o all'inizio di interventi chirurgici alla testa e al collo che rendono impossibile l'intubazione.

## Etimologia

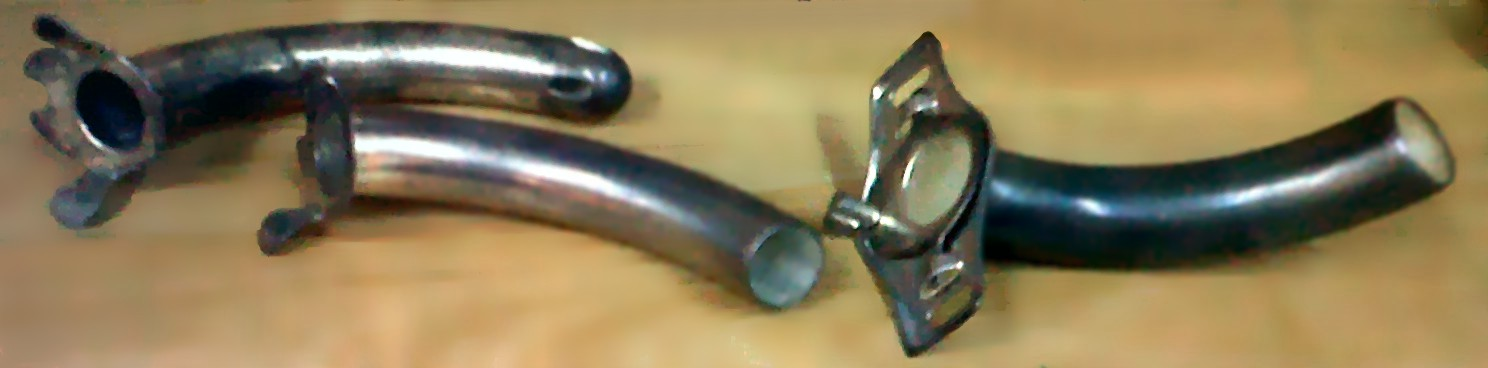
Cannula tracheostomica ai suoi albori

L'etimologia della parola "tracheotomia" deriva da due parole della lingua greca antica: "-tomia" (dal greco τομή), che significa "taglio", e la parola "trachea" (greco τραχεία).
Il termine "tracheostomia" deriva a sua volta da due parole greche: "trachea" e "-stomia" (dal greco στόμα), che significa "bocca"; "-stomia" si riferisce dunque alla realizzazione di un'apertura semi-permanente o permanente nella trachea, oppure all'apertura stessa. 
Alcune fonti offrono definizioni diverse dei due termini succitati. Quest'ambiguità è dovuta all'incertezza della permanenza prevista dello stoma al momento della creazione.

## Procedure

### Tracheotomia chirurgica

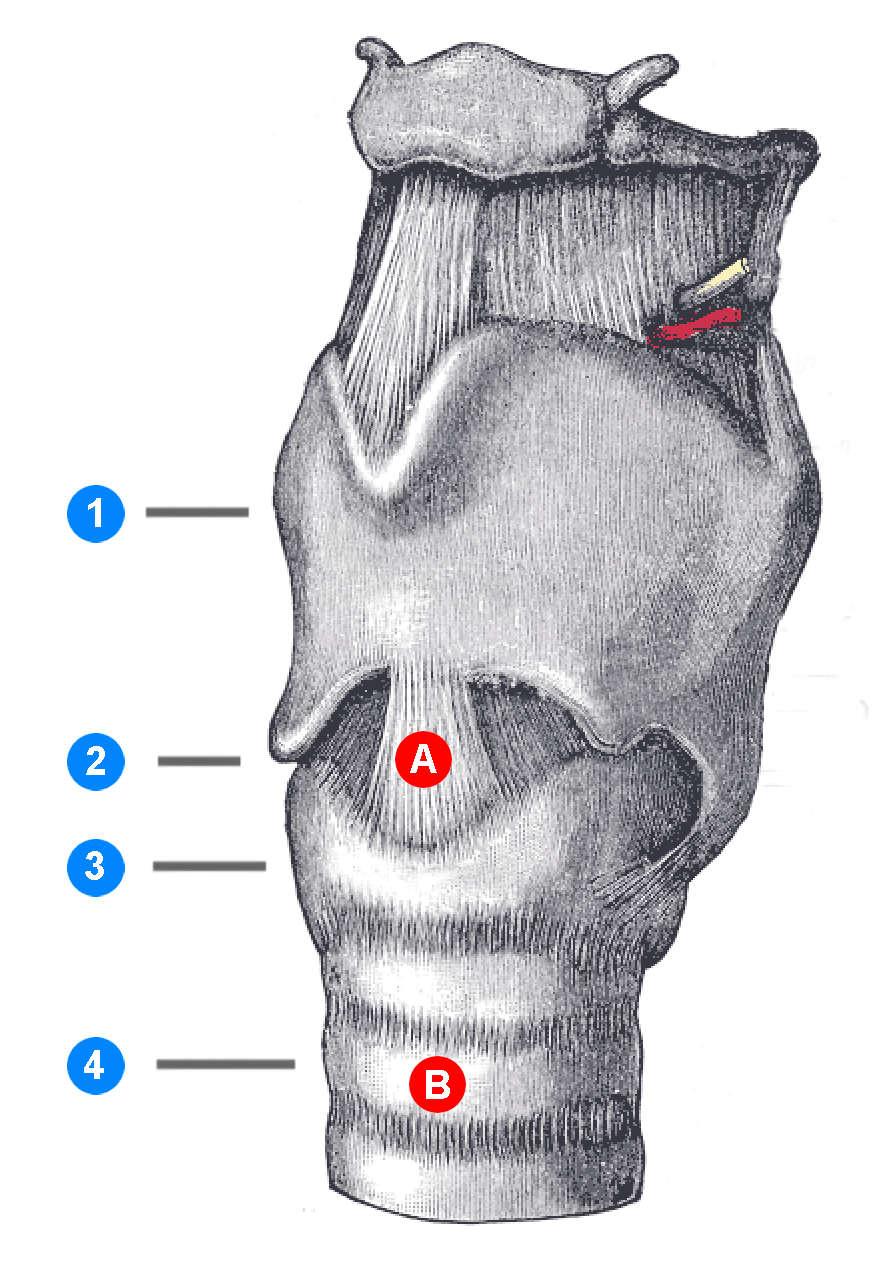
1: Cartilagine tiroidea
2: Legamento della cricoide
3: Cartilagine cricoidea
4: Trachea
A: Punto d'incisione per la cricotirotomia
B: Punto d'incisione per la tracheotomia

Il paziente viene preparato facendolo posizionare sul lettino chirurgico in modo da iperestendere il collo, anche grazie a un cuscino gonfiabile sotto le spalle, viene depilata e disinfettata la superficie in cui verrà posizionata la cannula, approssimativamente ad 1 cm al di sotto della Cricoide; una volta recisa la cute viene eseguita una sezione e sutura dell'Istmo tiroideo, segue l'incisione del secondo e terzo anello tracheale, che può essere: Orizzontale, Verticale, A cerniera inferiore (Bjork), a H ed a H rovesciata, creando di fatto lo stoma per la cannula.

### Tracheotomia percutanea
È una moderna variante della tecnica chirurgica classica praticata in rianimazione direttamente al letto del paziente, che ha gradualmente sostituito, in terapia intensiva, la tecnica chirurgica. Utilizza un approccio dilatativo e poco invasivo per creare lo stoma (apertura). È una procedura reversibile ed è impiegata nei pazienti che necessitano di una prolungata assistenza respiratoria artificiale. Diverse tecniche di tracheotomia percutanea sono state proposte negli anni e molte di queste si rifanno a quella originale di Ciaglia. I differenti sistemi impiegati variano per il tipo di strumento usato per dilatare la trachea e creare lo stoma. I principali metodi sono:
- Ciaglia “Blue Dolphin” (usa un palloncino dilatatore)
- Ciaglia “Blue Rhino” (usa un cono ricurvo)
- Ciaglia “PercuTwist” (usa un vitone)
- Fantoni
- Griggs

La nuova via respiratoria creata con la tracheotomia è destinata ad essere provvisoria. L'indicazione per una tracheotomia percutanea è essenzialmente la necessità di prolungare la respirazione artificiale nel paziente ricoverato in rianimazione.
Tracheotomia translaringea secondo Fantoni
La tracheostomia translaringea è una tecnica percutanea caratterizzata da una modalità esclusiva di creazione dello stoma. Un cono di plastica flessibile saldato alla cannula tracheostomica, viene fatto passare in trachea attraverso le corde vocali e successivamente estratto all'esterno del collo attraverso i tessuti pretracheali. Il cono viene poi separato dalla cannula che si trova ad essere posizionata in trachea senza ulteriori forzature. La manovra di dilatazione si compie quindi con una direzione In/Out, completamente opposta a quella Out/In di tutti gli altri metodi percutanei.
Il metodo offre alcuni importanti vantaggi, in particolare l'abolizione del rischio di lesione della parete posteriore, il punto debole delle tecniche Out/In, ed il più basso trauma locale ottenuto sia dalla mancanza di lacerazioni tissutali, sia dal fatto che viene evitato un'addizionale trauma da inserzione della cannula.
L'utilizzo di un catetere di ventilazione durante tutto il tempo della procedura consente il pieno controllo delle vie aeree e di estendere le indicazioni della tecnica anche a pazienti grave insufficienza respiratoria.()

#### Tracheotomia mediante dilatatore a palloncino
È la metodica percutanea più recente: si tratta di un dispositivo concettualmente rivoluzionario, ideato per eseguire in sicurezza e facilmente la tracheotomia percutanea dilatativa al letto del paziente. Essa combina l'azione espansiva di un palloncino oblungo e l'inserimento della cannula tracheotomica in un solo passaggio (è chiamata Blue Dolphin per la somiglianza del palloncino ad un delfino).
I tradizionali metodi hanno evidenziato qualche complicanza intraoperatoria, consistente principalmente in fratture di anelli tracheali o lesioni della parete posteriore della trachea, dovute essenzialmente alla pressione di tipo angolare esercitata dallo strumento dilatatore.
L'azione dilatativa del palloncino viene prodotta da forze che si muovono su un piano parallelo all'asse del cilindro tracheale e che si estrinsecano radialmente a 360°. 
Il pallone dilatatore elimina quindi la pressione angolare sulla parete anteriore necessaria a forare la trachea, azione tipica dalle altre tecniche (Percutwist, Griggs, ecc.) e fornisce una dilatazione radiale controllata. Il palloncino è lungo 5,4 cm quando è gonfio ed ha un diametro esterno di 16 mm; la sua massima pressione di gonfiaggio è di 11 atmosfere. È sufficientemente solido e resistente per dilatare anche i tessuti tracheali meno cedevoli.

##### Procedura
La preparazione è identica a tutte le procedure di tracheotomia percutanea. L'intervento deve essere sempre eseguita sotto visione videobroncoscopica. È assolutamente preferibile l'impiego della maschera laringea rispetto al tubo endotracheale, per la gestione delle vie aeree. 
Si pratica un'incisione cutanea longitudinale di 2 cm a livello tra 1° e 2° oppure tra 2° e 3° anello cartilagineo tracheale. Il punto attraverso cui introdurre il dilatatore viene ricercato mediante la manovra di Sucre: si fa pressione con il pollice sul punto prescelto (interspazio tra 2° e 3° anello tracheale) e contemporaneamente si osserva dall'interno della trachea, mediante visione videoscopica, la pressione esercitata dal dito e quindi l'esattezza del repere.
Attraverso l'incisione si accede alla trachea con la tecnica di Seldinger usando un ago ed il filo-guida flessibile; intorno alla guida si cala quindi un piccolo dilatatore preliminare. Si rimuove il dilatatore mantenendo in posizione la guida flessibile. Si precarica una cannula tracheostomica sul catetere a palloncino Blue Dolphin lubrificato. Con il palloncino completamente sgonfio si avanza, intorno al filo-guida, il gruppo composto dal catetere a palloncino e dalla cannula tracheostomica. Si collega l'apposito gonfietto carico di 20 ml di soluzione fisiologica al raccordo del catetere a palloncino. Si porta il palloncino per metà all'interno della trachea e si procede al gonfiaggio fino a 11 atmosfere e per 20 secondi.
Operata la dilatazione si sgonfia rapidamente il palloncino e si avanzano i componenti (catetere a palloncino + cannula tracheostomica + guida-Seldinger) come una singola unità nella trachea, fino a portare la cannula tracheostomica entro il lume tracheale.
Si rimuove il catetere a palloncino e la guida-Seldinger. Infine si gonfia la cuffia della cannula tracheostomica e si collega la cannula al ventilatore automatico.

##### Vantaggi
La cannula tracheotomica viene premontata direttamente intorno al dilatatore, per cui non esiste intervallo di tempo libero tra la rimozione del dilatatore e l'introduzione della cannula: tutto avviene in un solo passaggio. Il dispositivo quindi riduce al minimo la dissezione dei tessuti molli ed in generale l'invasività. La stomia (apertura) creata risulta netta, senza slabbrature e si contrae bene attorno alla cannula tracheostomia, grazie alla "memoria elastica" del tessuto, una volta completata la procedura, sigillando, tamponando l'area e prevenendo il sanguinamento.

## Tipologie di cannule
Le cannule da tracheotomia sono molto differenti tra loro, sia per materiale, dimensione e caratteristiche.
I materiali attualmente utilizzati sono di natura plastica (polivinilcloruro o silicone), mentre in passato erano in metallo (argento o acciaio inossidabile).
Si distinguono principalmente per fenestrate, non fenestrate, cuffiate e non cuffiate, le cannule fenestrate e/o non cuffiate permettono la fonazione (parlare), inoltre esistono anche versioni con la flangia regolabile al posto della flangia tradizionale fissa (disuso) e fissa orientabile, la flangia fissa era utilizzata per i primi modelli metallici, la flangia orientabile invece permette di adattare la cannula ai movimenti del paziente, riducendo i traumatismi, frizioni e traumi alla trachea, mentre la flangia regolabile, a discapito dell'orientabilità (compensata da materiali più morbidi per la cannula) permette di regolare la profondità con cui è possibile posizionare la cannula.
Le cannule sono disponibili in varie misure, su ogni di essa viene riportato il diametro interno ed esterno e la lunghezza della cannula, queste misure sono importanti sia per la scelta del presidio a seconda del paziente, sia per le controcannule, che vanno inserite internamente alla cannula e permettono con la loro sostituzione o pulizia di mantenere il condotto della tracheotomia pulito.

## Complicazioni possibili
- Immediate: pneumotorace o pneumomediastino, fistola tracheoesofagea, lesioni ai grandi vasi sanguigni del collo o ai nervi laringei (paralisi delle corde vocali).
- Precoci: secrezione di muco, spostamento della trachea, arresto respiratorio ed edema polmonare post-ostruttivo (nei pazienti con ostruzioni croniche alle vie aeree superiori, dovuto alla respirazione forzata dall'ipossia a cui questi sono assuefatti).
- Tardive: sanguinamento dalla fistola tracheoinnominata (può essere copioso), stenosi tracheale per l'ischemia indotta dalla cuffia del tubo endotracheale, fistola tracheoesofagea o tracheocutanea, ed eventuali deformità cosmetiche che possono presentarsi dopo la decannulazione.

Complicanza frequente del metodo PercuTwist è la frattura degli anelli tracheali; mentre la desaturazione (riduzione dell'ossigeno nel sangue) si può verificare in corso della metodica di Fantoni, a causa della sua complessità operativa.